# Корабель поколінь

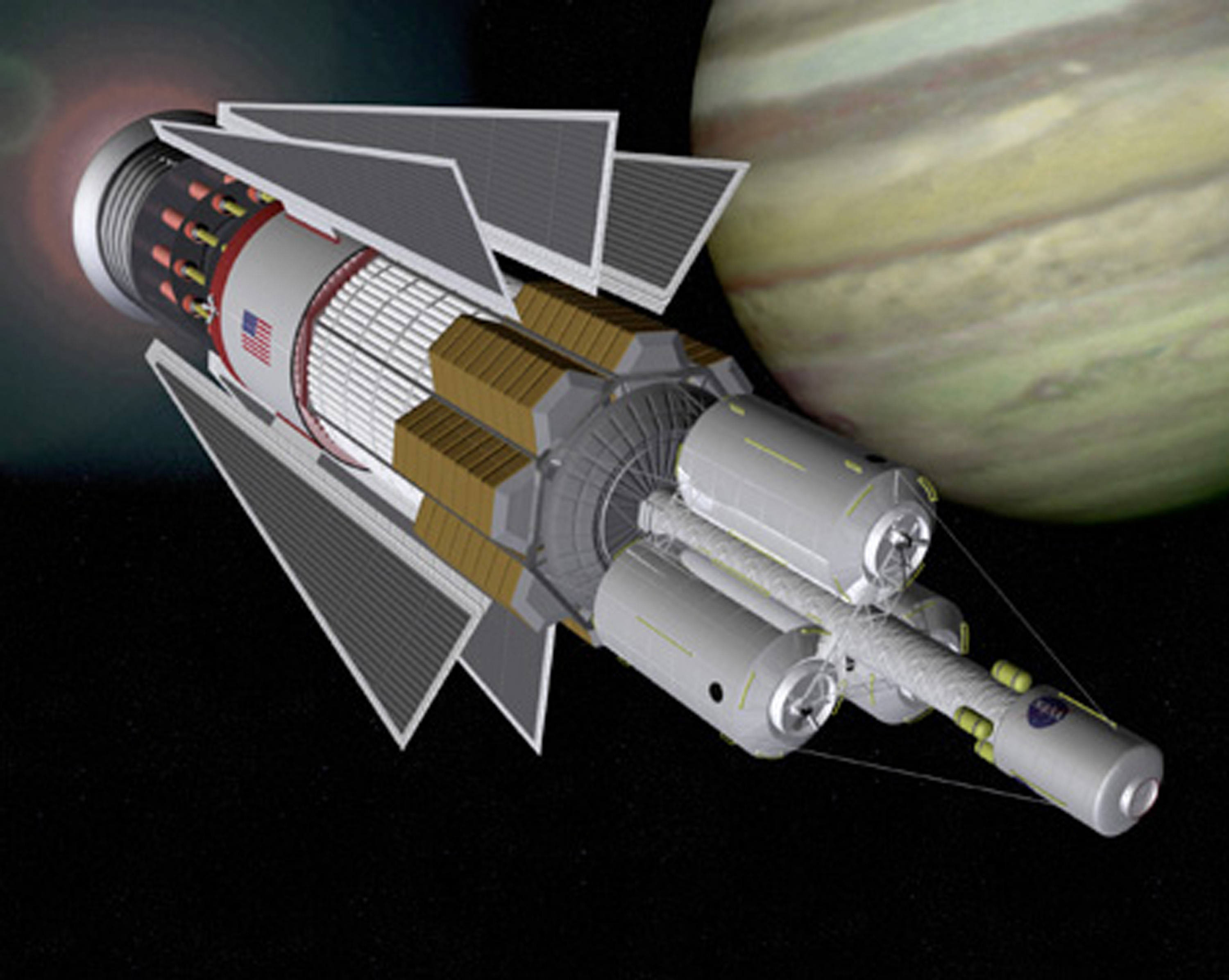
Варіант корабля поколінь проєкту «Оріон»

Корабель поколінь — гіпотетичний тип зорельота типу «міжзоряного ковчега» (англ. interstellar ark) для міжзоряних подорожей зі швидкостями, значно меншими за швидкість світла, розрахований на тривалий політ впродовж кількох поколінь екіпажу. В реальності існували проєкти таких кораблів, як «Оріон», але лише на кресленнях. Натомість у науковій фантастиці кораблі поколінь є поширеною темою.

## Розвиток ідеї
Ідея корабля поколінь коротко згадана в «Подорожі до Венери» (A Trip to Venus, 1897) Джона Манро: «За допомогою судна, достатньо великого, щоб вмістити все необхідне для життя, обрана група панів та панянок могла б вирушити до Чумацького Шляху, і якщо все піде добре, їхні нащадки прибудуть туди протягом кількох мільйонів років».
Перший проєкт подібного корабля описаний в «Останній міграції» (The Last Migration, 1918) Роберта Годдарда, де автор описує смерть Сонця і спорудження «космічного ковчега». Він запропонував, що пілот повинен більшість часу спати, прокидаючись раз на кілька тисяч років, щоб скоригувати політ. Костянтин Ціолковський писав про необхідність використання кораблів поколінь під час колонізації інших світів у праці «Майбутнє Землі та людства» (1928).
Маррі Лайнстер у творі «Проксима Центавра» (1935), описав сферичний зореліт, який 7 років летить від Землі до Проксими Центавра, але екіпаж укомплектований сім'ями, які народжують дітей. У творі зазначається, що корабель міг би підтримувати життя тисячі років. Широкий набір тем, пов'язаних із кораблями поколінь, демонструє п'єса Дона Вілкокса «Подорож, яка тривала 600 років» (1940). Тут капітан корабля перебуває у сплячці, але прокидається кожні 100 років, щоб перевірити стан решти екіпажу. Щоразу, прокидаючись, він виявляє великі соціальні зміни та занурення в жорстокість, що супроводжується епідемією. Тема соціальних змін та дегенерації, започаткована Вілкоксом, мала стати поширеним мотивом наступних текстів, як «Пасинки неба» (1941) Роберта Гайнлайна чи «Полонений Всесвіт» (1969) Гаррі Гаррісона Популярність теми корабля поколінь припала на 1960-і та зменшилася в 1970-і. «Побачення з Рамою» (1973) Артура Кларка, описує порожнистий циліндричний корабель позаземного походження з самодостатнім світом усередині.
У 1955 році NASA запустило проєкт «Оріон» з метою дослідження перспектив використання ядерного ракетного двигуна як засобу здійснення тривалих космічних подорожей. Цей проєкт, який офіційно розроблявся з 1958 по 1963 рік, очолювали Тед Тейлор з General Atomics та фізик Фрімен Дайсон з Інституту перспективних досліджень у Принстоні, штат Нью-Джерсі. Його покинули через Договір про заборону ядерних випробувань, підписаний у 1963 році, що встановив постійну заборону на ядерні випробування на навколоземній орбіті. У 1964 році доктор Роберт Енцманн запропонував детальну концепцію корабля покоління, згодом відомого як «Зоряний корабель Енцманна». Його пропозиція передбачала корабель, який отримував би енергію від термоядреного синтезу. Корабль мав би довжину 600 м і розраховувався на початковий екіпаж з 200 осіб з можливістю розширення.
У 1970-х роках Британське міжпланетне товариство провело техніко-економічне обґрунтування міжзоряних подорожей під назвою «Проєкт Дедал». Це дослідження передбачало створення двоступеневого космічного корабля на термоядерному двигуні, який би зміг здійснити подорож до зорі Барнарда (5,9 світлових років від Землі) впродовж людського життя. Хоча первісна концепція описувала безпілотний апарат, зореліт міг би бути переобладнаний у пілотований. Міжнародна організація Icarus Interstellar намагалася відродити цю концепцію у формі проєкту «Ікар» у 2009 році. Учасники, співробітники NASA та ESA, сподіваються зробити термоядерний двигун та інші деталі зорельота реальністю у XXI столітті. В 2025 році проєкт корабля поколінь «Chrysalis» переміг у конкурсі Ініціативи міжзоряних досліджень. Він розрахований на подорож максимум 2400 осіб до Проксими Центавра b впродовж 400 років.

## Проблеми реалізації

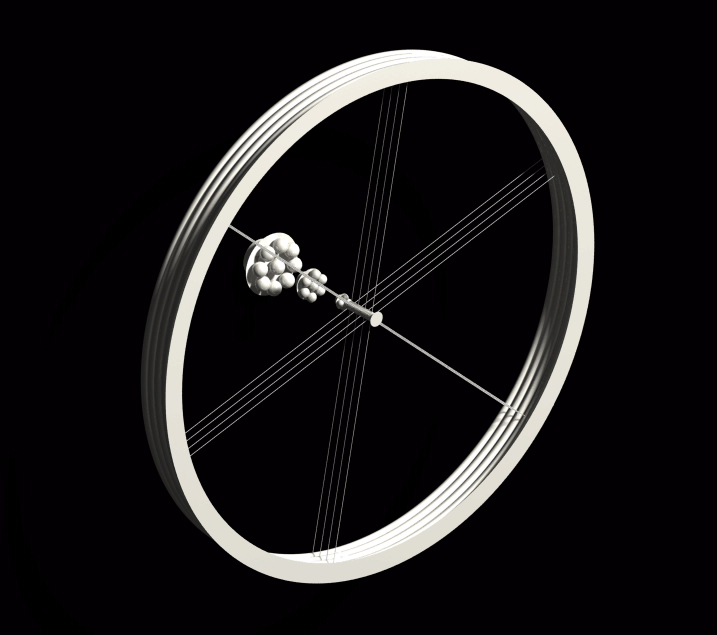
Корабель поколінь на базі Стенфордського тора

Проєкти корабля поколінь ні в даний час, ні за свого виникнення в 60-70-роки XX століття не мали особливих заперечень з точки зору технічної здійсненності. Однак висловлюються різні сумніви соціального, психологічного і, особливо, морального характеру щодо його реальної можливості і допустимості.
Проєкти безпілотних апаратів передбачають політ до найближчої від Сонця зорі, Альфи Центавра, тривалістю 20 років. Але для великих апаратів з екіпажем цей термін розтягується до 1000 і більше років.
Такі експерименти, як «Біосфера-2», показали важливість біорізноманіття, штучних опадів, вітру, контролю за поширенням організмів. У корабля поколінь була б перевага в його великих розмірах. На ньому можна створити різні кліматичні зони, що забезпечать пасажирів простором для проживання, харчуванням і киснем. На час польоту знадобляться з одного боку довготривалі технології, а з іншого — технології, придатні для легкої переробки. При цьому вони повинні бути енергоощадними. Біля зірок джерелом енергії слугуватимуть сонячні панелі, але в міжзоряному просторі доведеться покладатися на внутрішні джерела, як термоядерні реактори. Низька гравітація створюватиме великі проблеми для здоров'я пасажирів, але можна створити штучну гравітацію відцентровою силою. З цією метою раціонально виконати корабель у формі Стенфордського тора.
Оцінки мінімально необхідної автономного існування чисельності населення змінювалися з часом. Результати досліджень, проведених Рутгерським університетом, теоретично показали, що все корінне населення Америки походить від 70 індивідуумів, які прибули в доісторичну епоху по Беринговому перешийку, що існував тоді між Азією і Америкою. Антрополог доктор Джон Мур припустив в 2002 році, що населення в 150—180 осіб може автономно існувати і благополучно підтримувати чисельність протягом 60-80 поколінь, що приблизно дорівнює 2000 років.
Значною перепоною для реалізації корабля поколінь є і радіаційна небезпека.
Американський фантаст Пол Меттью Джессап коментував, що корабель поколінь цікавий не як вирішення якихось проблем на Землі, а як вершина земних технологій.

## Кораблі поколінь в науковій фантастиці

### Відеоігри
- Трилогія «Homeworld» — жителі стародавньої Хіігари були вигнані на кораблі поколінь із забороною на використання технологій надсвітлового руху;
- «Mass Effect» — раса кваріанців, вигнана з рідної планети, протягом 300 років подорожує на «мігруючому флоті»;
- «Периметр» — люди покидають Землю на кораблях поколінь, які переміщуються не в космосі, а між паралельними світами в пошуках нового дому;
- «Generations Lost» — гра, розроблена спеціально для Sega Genesis, де дія відбувається на кораблі поколінь, який давно досяг свого місця призначення, хоча про це стає відомо у кінці.

### Кінематограф
- Аніме-трилогія «Мегазона 23»;
- Мультфільм «ВОЛЛ·І», за сюжетом якого люди покинули землю на космічному кораблі «Аксіома» через забруднення рідної планети;
- «Доктор Хто» — в класичному серіалі в 6 епізоді 3 сезону «Ark» — «Ковчег».
- «Пандорум» — «сплячий» корабель, який став кораблем поколінь.